# Harry Nach
Harry Nach, pseudonimo di Harold Ignacio Caro Gonzales (La Pintana, 8 giugno 2000), è un cantante e rapper cileno.

## Biografia
Harry Nach si è fatto conoscere con la hit Tak tiki tak, certificata platino dalla Productores de Música de España, che è arrivata nella top twenty della Argentina Hot 100 e al 28º posto nella Top 100 Canciones spagnola. Ha in seguito pubblicato l'album in studio Frío (2022), a cui ha fatto seguito l'LP Flints (2024).
Lokotron è stato il suo primo ingresso in top five nella Chile Songs. Anche Ponle ha raggiunto la top ten della classifica di Billboard.

## Discografia

### Album in studio
- 2020 – Moods
- 2022 – Frío
- 2024 – Flints

### EP
- 2019 – Onward
- 2021 – Awita

### Mixtape
- 2018 – El Dizzy Boy

### Singoli
- 2017 – Modo avión
- 2018 – 1.00 AM
- 2018 – To pa mi
- 2018 – Tenerte
- 2019 – No vuelvas
- 2019 – Ready pal party (con Shem K)
- 2019 – Sueltate (feat. Young Kieff)
- 2019 – Prende (con Makce)
- 2019 – Ironía (con Sebastyle)
- 2019 – Perrv
- 2019 – Shot (feat. Insi)
- 2020 – Antonio
- 2020 – We Keep the Guns (con John Arbuckle)
- 2020 – Intoxicated
- 2020 – Poppy
- 2020 – Fuck
- 2020 – Aborrecio (con Nikxz)
- 2020 – Fixona
- 2020 – Tak tiki tak
- 2020 – Mal amor (con Drago200 e Roa)
- 2020 – Vete (con Julianno Sosa)
- 2020 – Fendi (con Kris R.)
- 2020 – Qué loco mami (con Hozwal)
- 2020 – Instinto (con Jackboy)
- 2020 – Titi (con Diablo e Lil Xan)
- 2021 – Click (con Ceaese)
- 2021 – Fruto (con Pekeño 77)
- 2021 – Juju juju (con El Futuro Fuera de Orbita e La Nevula23 Productor)
- 2021 – Triste y vacía (con Gianluca)
- 2021 – Gira gira (con Las Villa)
- 2021 – Nexus
- 2021 – La para
- 2021 – Big Cut (con Galee Galee e Pablo Chill-E)
- 2021 – 4G (con Ithany NY, Galee Galee e Aqua VS)
- 2021 – Size
- 2021 – ¿Por qué te enojái? (con Marcianeke)
- 2021 – Bubbalo (con Diego Smith)
- 2021 – Tutoto (con Pipo Beatz e La Zowi)
- 2021 – Moneyman (con Polimá Westcoast e Pablo Chill-E feat. Galee Galee & Ithan NY)
- 2021 – Rebotando (con Ithan NY e Camin)
- 2021 – Bella (con Pablito Pesadilla, Harry Nach e Marcianeke feat. Pablo Chill-E)
- 2022 – Sakalakashanga (con Ñejo e Digital Kingz)
- 2022 – Mía (con Balbi El Chamako e Jairo Vera feat. Aqua VS)
- 2022 – Prende el party (con Ithan NY e Galee Galee feat. Julianno Sosa)
- 2022 – Baby Doll (con Pablito Pesadilla e Cris MJ)
- 2022 – Lokotron (con Aqua VS)
- 2022 – Janguear (con DrefQuila)
- 2022 – La del saxo (con Ovyze)
- 2022 – Tú y tu glock (con Kaydy Cain e Kabliz)
- 2022 – Tu manual (con Juhn e Savage Kreamly)
- 2022 – Iniciales (con El High e Galee Galee)
- 2022 – Yandere (con Makoli e Aqua VS)
- 2023 – Sirocco (con Kaydy Cain e OldPurp feat. Goldchains)
- 2023 – Ya to saen ke ere mía (con Marcianeke)
- 2023 – Naipe
- 2023 – Filoteao
- 2023 – Bitch, tranquila (con Kidd Voodoo)
- 2023 – Flow Detective (con Pipo Beatz)
- 2023 – Miradas (con Anto Segovia e Mateo on the Beatz)
- 2023 – Esa la k teni (con Martinwhite)
- 2023 – Vibrando alto (con Aqua VS)
- 2023 – Harakiri (con Kaydy Cain e Aqua VS)
- 2023 – I See U Later (feat. Julianno Sosa)
- 2024 – Placeres (con Tyson)
- 2024 – Peskemono a besos
- 2024 – Bby tu (con Benja Valencia)
- 2024 – Blue Cheese (con T-Tra8 e OldPurp feat. Benzie)
- 2024 – Jet (con Soto Asa)
- 2024 – Por ti (con Julianno Sosa e Polimá Westcoast)
- 2024 – Perdido (con Donner)
- 2024 – Gucci pa toas (con Deery e Marcianeke)
- 2024 – En ti lo voy a gastar (con Julianno Sosa e JC Reyes)
- 2024 – Mg kmo aplaude (con Kuina)
- 2024 – Solita (con Pipo Beatz)
- 2024 – Night Vision (con OldPurp e Fuego feat. Yvngrobv)